# Sachs Roadster 125
Die Sachs Roadster 125 ist ein im Jahr 2009 erstmals vorgestelltes Naked Bike der Firma SFM GmbH aus Nürnberg, auch bekannt unter der Marke Sachs Bikes. Ihr Hubraum beträgt 124 cm³, wodurch die Roadster 125 auch mit dem Führerschein A1 gefahren werden darf. 